# علامة الحجم الوزني الجزيئي

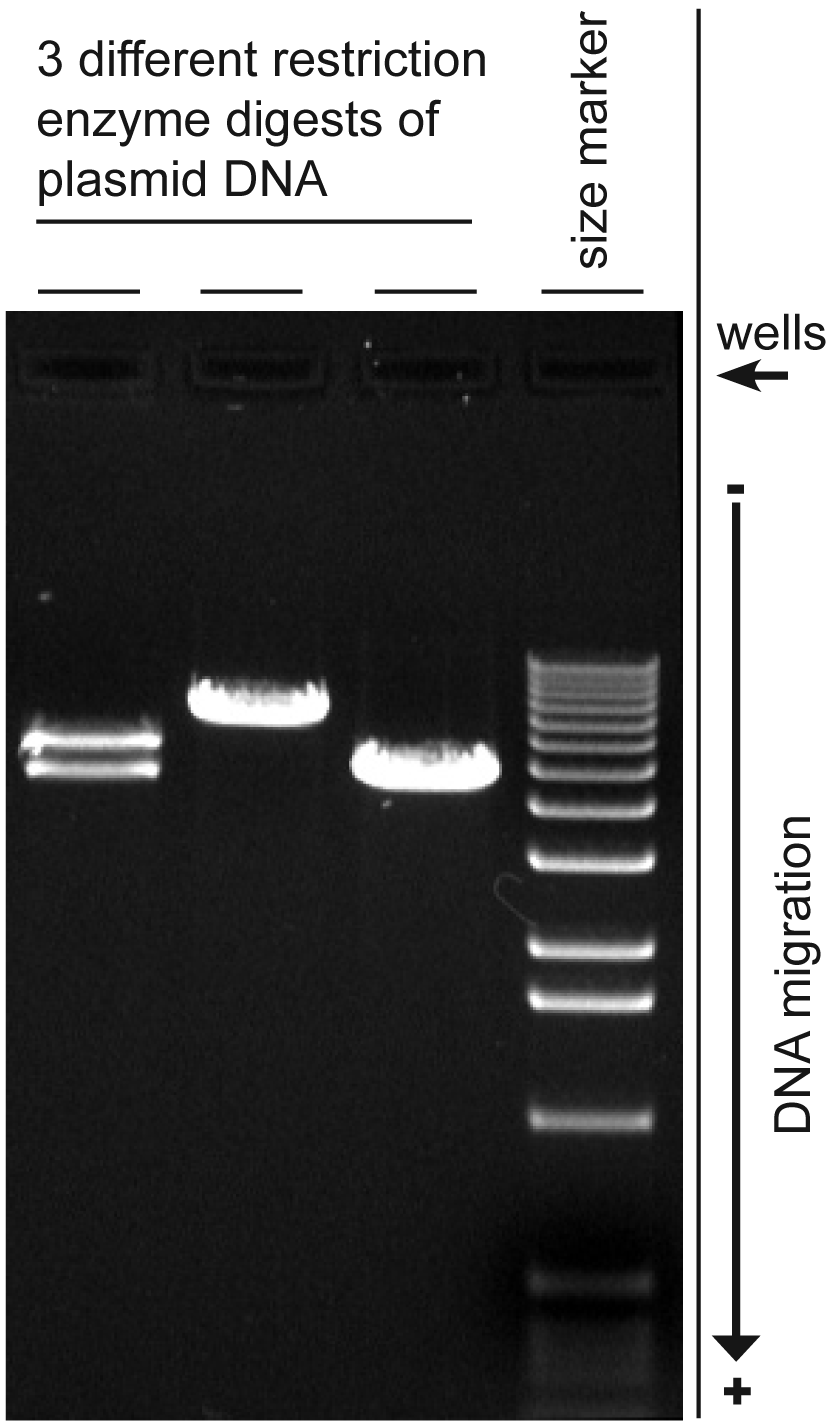
علامة حجم الوزن الجزيئي على شكل سلم DNA بطول 1 كيلو قاعدة في المسار الأيمن، تستخدم في التحليل الكهربائي للهلام. شروط الجل هي 1٪ أجار، 3 فولت / سم، وصبغة بروميد الإيثيديوم.

علامة حجم الوزن الجزيئي (molecular-weight size marker)، والتي يشار إليها أيضًا باسم سلم البروتين( protein ladder)أو سلم الحمض النووي (DNA ladder) أو سلم الحمض النووي الريبي (RNA ladder)، هي مجموعة من المعايير التي تستخدم لتحديد الحجم التقريبي لجزيء يعمل على هلام أثناء الفصل الكهربائي، باستخدام مبدأ أن الوزن الجزيئي يتناسب عكسياً مع معدل الهجرة عبر مصفوفة الهلام. لذلك، عند استخدامها في الفصل الكهربائي للهلامي، توفر العلامات بشكل فعال مقياسًا لوغاريتميًا لتقدير حجم الأجزاء الأخرى (بشرط معرفة أحجام أجزاء العلامة).

## علامات الحمض النووي

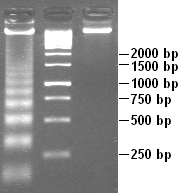
هلام مُرحل كهربائيًا مع سلالم DNA ذات أطوال مختلفة في المسار الأيسر والمسار الأوسط. يتم تحديد أحجام القطع على اليمين، في أزواج القواعد.

### التطوير
على الرغم من الاحتفاظ بمفهوم علامات الوزن الجزيئي، فقد تنوعت تقنيات التطوير على مر السنين. حيث تُوزع الاختراعات الجديدة للعلامات ذات الوزن الجزيئي في مجموعات خاصة بنوع العلامة.
كانت إحدى المشكلات المبكرة في تطوير العلامات هي تحقيق دقة عالية على طول العلامة بالكامل. اعتمادًا على ظروف تشغيل التحليل الكهربائي للهلام، قد تُضغط الأجزاء، مما يؤدي إلى تعطيل الوضوح. ولمعالجة هذه المشكلة، طُوّرت مجموعة لتحليل لطخة ساوثيرن في عام 1990، والتي وفرت أول علامة تجمع بين الحمض النووي المستهدف والحمض النووي المسبار. فاستفادت هذه التقنية من التباعد اللوغاريتمي، ويمكن استخدامها لتحديد نطاقات مستهدفة تمتد على طول 20000 نوكليوتيد.

### التصميم
هناك طريقتان شائعتان لإنشاء علامة حجم الوزن الجزيئي للحمض النووي. تستخدم إحدى هذه الطرق تقنية الربط الجزئي. ربط الحمض النووي هو العملية التي تُربط من خلالها قطع الحمض النووي الخطية مع بعضها البعض عبر الروابط التساهمية ؛ وبشكل أكثر تحديدًا، هذه الروابط هي روابط ثنائي أستر الفوسفور. حيث تُربط قطعة DNA مزدوجة بطول 100 زوج قاعدي جزئيًا. النتيجة المترتبة على ذلك هي أن ثنائيات من 200bp، وثلاثيات من 300bp، ورباعيات من 400bp، وخماسيات من 500bp، وما إلى ذلك سوف تتشكل. بالإضافة إلى ذلك، سوف يبقى جزء من dsDNA الذي يبلغ طوله 100bp. ونتيجة لذلك، يتم إنشاء "سلم" DNA مكون من قطع DNA ذات كتلة جزيئية معروفة على الهلام.
الطريقة الثانية تستخدم إنزيمات الاقتطاع وتسلسل الحمض النووي المعترف به. تُهضم الحمض النووي بواسطة إنزيم اقتطاع معين، مما يؤدي إلى إنتاج قطع من الحمض النووي ذات كتل جزيئية متفاوتة. من بين مزايا هذه الطريقة أنه يمكن إنشاء المزيد من العلامات بسهولة عن طريق هضم المزيد من الحمض النووي المعروف. ومن ناحية أخرى، يعتمد حجم قطع الحمض النووي على المواقع التي يقطعها الإنزيم. وهذا يجعل التحكم في حجم الأجزاء الموجودة في العلامة أكثر صعوبة.
وفي الآونة الأخيرة، تُستعمل طريقة أخرى لبناء علامات حجم الوزن الجزيئي للحمض النووي من قبل المختبرات. تتضمن هذه الاستراتيجية استخدام تفاعل البوليميراز المتسلسل (PCR). يتم تحقيق ذلك بطريقة أو طريقتين: 1) يتم تضخيم هدف الحمض النووي في نفس الوقت عبر مجموعات البادئات، أو 2) تُضخم أهداف الحمض النووي المختلفة بشكل مستقل عبر بادئات معينة.

### تأثيرات حالة الهلامية
وكما هو الحال مع العينات التجريبية، فإن ظروف الهلام يمكن أن تؤثر على علامة حجم الوزن الجزيئي التي تعمل بجانبها. فيمكن لعوامل مثل المخزن المؤقت، والشحنة/ الجهد، وتركيز الجل أن تؤثر على حركة و/أو مظهر العلامة/السلم/المعيار الخاص بك. لذلك، يجب أخذ هذه العناصر بعين الاعتبار عند اختيار العلامة وعند تحليل النتائج النهائية على الهلام.

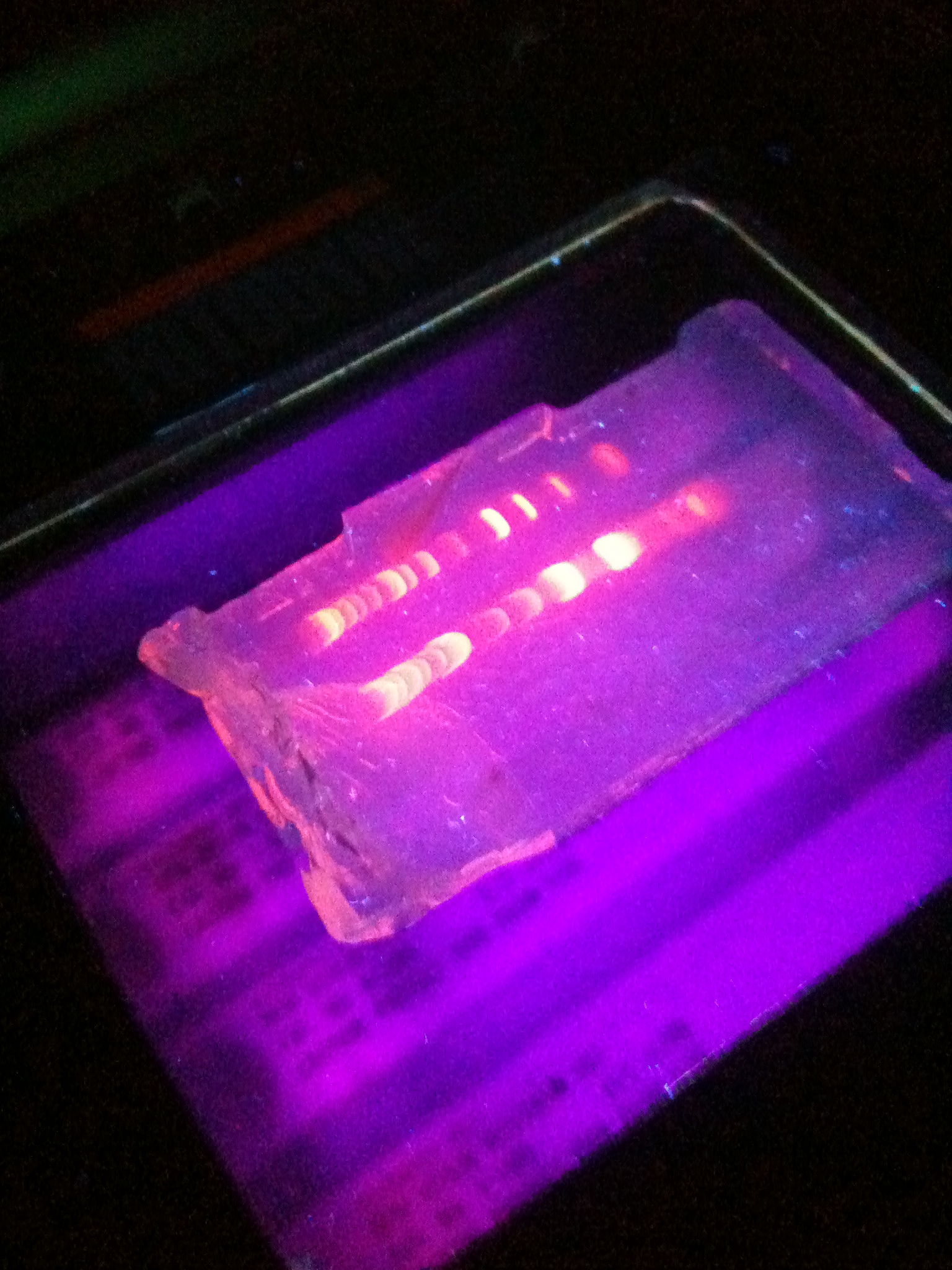
جل أجاروز 1.2% يظهر سلالتين مختلفتين من الحمض النووي مصبوغتين بصبغة GelRed

## علامات البروتين

### التطوير
في السابق، كان يتم تطوير علامات البروتين باستخدام مجموعة متنوعة من البروتينات الكاملة. بدأ تطوير مجموعة تتضمن علامة حجم الوزن الجزيئي استنادًا إلى أجزاء البروتين في عام 1993. يشتمل هذا المؤشر البروتيني، الذي يتكون من 49 تسلسلًا مختلفًا من الأحماض الأمينية، على بروتينات متعددة المجالات، ويسمح بتحليل البروتينات المشقوقة في مواقع مختلفة.
تتضمن التحسينات التقنية الحالية في علامات البروتين استخدام التطوير التلقائي. اختُرع أول علامة بروتينية منتظمة الوزن طُورت ذاتيًا في عام 2012.

### التصميم
على غرار علامات الحمض النووي، تتكون هذه العلامات عادةً من بروتينات نقية تكون كتلها الجزيئية معروفة بالفعل. تسلط القائمة أدناه الضوء على بعض البروتينات، بالإضافة إلى الكتلة الجزيئية، التي تُستخدم عادةً عند إنشاء علامة بروتينية.

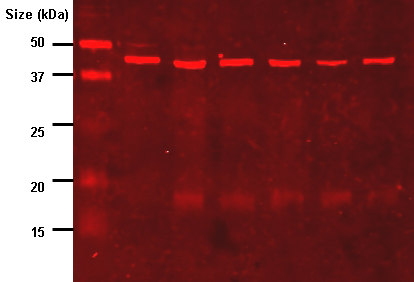
مناعة محمولة مع سلم البروتين في المسار الأيسر. يتم قياس أحجام الأجزاء بوحدة kDa (كيلو دالتون).

| بروتين                  | الكتلة الجزيئية ( كيلو دالتون ) |
| بيتا غالاكتوزيداز       | 120                             |
| فوسفوريلاز ب            | 94                              |
| ألبومين مصل البقر (BSA) | 67                              |
| ألبومين البيض           | 43                              |
| ألبومين الديك الرومي    | 40                              |
| كربونيك أنهيدراز        | 30                              |
| مثبط التربسين الصويا    | 20.1                            |
| أ-لاكتالبومين           | 14.4                            |
| الليزوزيم               | 14                              |

### اختيار العلامة البروتينية الصحيحة
يمكن تقسيم علامات حجم الوزن الجزيئي إلى فئتين: علامات الوزن الجزيئي مقابل علامات السلم الجزيئي. فتكون العلامات إما ملطخة أو غير ملطخة، وبناءً على الظروف، قد يكون أحدها أكثر ملاءمة من الآخر. يمكن أيضًا تغيير علامات حجم الوزن الجزيئي كيميائيًا. يعتبر الاقتران مع البيوتين هو الأكثر شيوعًا. تُستخدم تلك علامات الجزيئية بشكل شائع في التحليل الكهربائي للهلام البولي أكريلاميد SDS والتهجين الغربي. مع كل الأنواع والاستخدامات المختلفة لعلامات حجم الوزن الجزيئي، من المهم اختيار معيار البروتين المناسب. بالإضافة إلى الاستخدام الأكثر شيوعًا، كطريقة لحساب الوزن الجزيئي للعينات، تشمل الاستخدامات الأخرى السماح بدليل مرئي على هجرة البروتين وكفاءة النقل، وأحيانًا تُستخدم للتحكم الإيجابي.
 

### تأثيرات حالة الهلامية
كما هو الحال مع التحليل الكهربائي للحمض النووي، يجب أن تؤخذ الظروف مثل المخازن المؤقتة، والشحنة/الجهد، والتركيز في الاعتبار عند اختيار علامة البروتين.
 

## علامات الحمض النووي الريبوزي

### التطوير
طُورت سلالم الحمض النووي الريبوزي المكونة من علامات حجم الوزن الجزيئي في البداية باستخدام طريقة الدائرة الاصطناعية لإنتاج علامات ذات أحجام مختلفة. حُسنت هذه التقنية من قبل المخترع إريك تي كول لاستخدام متجهات الحمض النووي الدائرية كطريقة لإنتاج علامات حجم الوزن الجزيئي للحمض النووي الريبي. وتسمى هذه التقنية بطريقة الدائرة المتدحرجة، وتنبع تحسيناتها من كفاءتها في تصنيع أوليجونوكليوتيدات الحمض النووي الريبوزي. فمن قالب الحمض النووي الدائري، يمكن إنتاج الحمض النووي الريبوزي أحادي السلسلة الذي يختلف في الطول من 4 إلى 1500 زوج قاعدي دون الحاجة إلى بادئات ومن خلال إعادة تدوير ثلاثي فوسفات النوكليوتيد. يمكن أيضًا تصنيع الحمض النووي من القالب الدائري، مما يزيد من تنوع هذه التقنية. بالمقارنة مع النسخ الجرياني، تنتج طريقة الدائرة الاصطناعية أوليجونوكليوتيدات RNA دون الجريان السطحي. بالمقارنة مع تقنية تفاعل البوليميراز المتسلسل، تنتج طريقة الدائرة الاصطناعية أوليجونوكليوتيدات RNA دون الحاجة إلى بوليميراز أو دورة حرارية. تتميز هذه الطريقة أيضًا بقدرتها على توفير التكلفة من خلال قدرتها على تصنيع كميات كبيرة من المنتج بمعدل خطأ أقل من أجهزة التصنيع الآلية.

### التصميم
تتكون علامات الحمض النووي الريبي من نسخ الحمض النووي الريبي ذات أطوال متزايدة مختلفة. على سبيل المثال، تحتوي علامة Lonza 0.5-9 kbp على نطاقات تمثل أزواج 0.5، 1، 1.5، 2، 2.5، 3، 4، 5، 6، و9 كيلو قاعدة. يتم إذابة العلامات في محلول تخزين، مثل EDTA، ويمكن أن يكون لها مدة صلاحية تصل إلى عامين عند تخزينها عند درجة حرارة -80 درجة مئوية. ولاستخدام العلامة، كما هو الحال في تحليل البقعة الشمالية، يتم إذابتها أولاً، ثم صبغها بحيث يمكن اكتشافها عن طريق التحليل الكهربائي للهلام. أحد أكثر الصبغات المستخدمة في العلامات شيوعًا هو بروميد الإيثيديوم.
يشير نطاق علامة معينة إلى مجموعة متنوعة من النطاقات التي يمكنها تعيينها. حيث يشير النطاق "العالي" إلى شظايا كبيرة نسبيًا (مقاسة بالكيلو بايت) بينما يشير النطاق "المنخفض" إلى العلامات التي تميز بين الشظايا الصغيرة (مقاسة بالزوج الأساسي). ويمكن وصف بعض العلامات بأنها "منخفضة النطاق للغاية"، ولكن العلامة الأكثر دقة هي علامة microRNA التي يمكن استخدامها لقياس شظايا RNA داخل اثني عشر نيوكليوتيدًا، مثل علامة microRNA التي يبلغ طولها من 17 إلى 25 نيوكليوتيدًا.

### الاستخدام
عند الأوزان الجزيئية المكافئة، سوف يهاجر الحمض النووي الريبي بشكل أسرع من الحمض النووي. ومع ذلك، فإن كل من الحمض النووي والحمض النووي الريبي لهما ميل خطي سلبي بين مسافة الهجرة والوزن الجزيئي اللوغاريتمي. وهذا يعني أن العينات ذات الوزن الأقل قادرة على الهجرة لمسافة أكبر. لذلك، تعتبر هذه العلاقة من الأمور التي يجب أخذها في الاعتبار عند اختيار علامات RNA أو DNA كمعيار.
عند تشغيل علامات الحمض النووي الريبي وعينات الحمض النووي الريبي على هلام، من المهم منع تلوث النوكلياز، حيث أن الحمض النووي الريبي حساس للغاية لتحلل الريبونوكلياز (RNase) من خلال التحفيز. ولذلك، يجب أن تؤخذ جميع المواد التي سيتم استخدامها في الإجراء بعين الاعتبار. كما يجب معالجة أي أدوات زجاجية تتلامس مع الحمض النووي الريبي مسبقًا باستخدام ثنائي إيثيل بيروكربونات (DEPC) ويجب أن تكون المواد البلاستيكية قابلة للتخلص منها.

## علامات الحجم الجزيئي والفصل الكهربائي لهلام كبريتات دوديكل الصوديوم متعدد الأكريلامايد(SDS-PAGE)

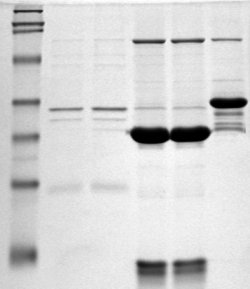
جل SDS-PAGE باستخدام معيار الحجم الجزيئي في المسار الخارجي الأيسر

أحد الاستخدامات الأكثر شيوعًا لعلامات حجم الوزن الجزيئي هو التحليل الكهربائي للهلام. فيبقى الغرض من هذا الأخير هو فصل البروتينات حسب الخصائص الفيزيائية أو الكيميائية، والتي تشمل الشحنة، والحجم الجزيئي، والرقم الهيدروجيني.< عند الفصل على أساس الحجم، فإن الطريقة المثالية هي الفصل الكهربائي لهلام كبريتات دوديكل الصوديوم متعدد الأكريلامايد ( SDS-PAGE) أو الرحلان الكهربائي للهلام البولي أكريلاميد، وعلامات الحجم الجزيئي هي المعايير المناسبة للاستخدام.
يمكن أن تختلف الهلاميات في الحجم. لذلك، سيتم تحديد حجم الهلام المناسب بناءً على عدد العينات التي سيتم تشغيلها. ويتم تقسيم جميع الهلاميات إلى مسارات متوازية عبر الهلام. سيحتوي كل مسار على عينة محددة. عادة، يتم وضع معايير حجم الوزن الجزيئي في مسار خارجي. إذا كان الجل يحتوي على عدد كبير بشكل خاص من الممرات، فمن الممكن وضع سلالم متعددة عبر الجل لتحقيق وضوح أعلى.
يتم توزيع البروتينات والمعايير على الهلام في المسارات المناسبة. يتفاعل كبريتات دوديسيل الصوديوم (SDS) مع البروتينات، مما يؤدي إلى تغيير طبيعتها وإعطائها شحنة سلبية. نظرًا لأن جميع البروتينات لها نفس نسبة الشحنة إلى الكتلة، فإن حركة البروتين عبر الهلام ستعتمد فقط على الوزن الجزيئي.و بمجرد تشغيل المجال الكهربائي، ستبدأ عملية هجرة البروتين. وبعد الانتهاء من ذلك، يمكن استخدام آلية الكشف مثل النقل الغربي، والتي سوف تكشف عن وجود النطاقات. كل شريط يمثل بروتينًا محددًا. تعتمد مسافة السفر فقط على الوزن الجزيئي؛ لذلك، يمكن تحديد الوزن الجزيئي لكل بروتين عن طريق مقارنة مسافة البروتين غير المعروف بمعيار الوزن الجزيئي المعروف.

## استخدامات مختلفة لعلامات الحجم الوزني الجزيئي
هناك العديد من أنواع علامات حجم الوزن الجزيئي، ولكل منها خصائص فريدة، مما يجعلها تشارك في عدد من التقنيات البيولوجية. يعتمد اختيار علامة الحجم الجزيئي على نوع العلامة (DNA أو RNA أو البروتين) ونطاق الطول الذي توفره (على سبيل المثال 1 كيلو بايت). قبل اختيار علامة حجم الوزن الجزيئي، من المهم أن نتعرف على هذه الخصائص والخصائص. في حالة معينة قد يكون نوع واحد أكثر ملاءمة من نوع آخر. على الرغم من أن العلامات المحددة قد تختلف بين البروتوكولات لتقنية معينة، فإن هذا القسم سوف يحدد العلامات العامة وأدوارها.

### العلامات المستندة إلى الحمض النووي (ستينيات القرن العشرين)
على الرغم من أن الإنزيمات المتغايرة قادرة على اكتشاف الاختلافات في الحمض النووي، إلا أن ذلك يتم بطريقة غير مباشرة وليست دقيقة للغاية. تم تطوير العلامات المعتمدة على الحمض النووي في ستينيات القرن العشرين. تعتبر هذه العلامات أكثر فعالية في التمييز بين المتغيرات في الحمض النووي. وتبقى هذه هي العلامات الأكثر استخدامًا اليوم. تعمل العلامات القائمة على الحمض النووي عن طريق مسح النيوكليوتيدات، والتي يمكن أن تخدم مجموعة متنوعة من الوظائف، مثل الكشف عن الاختلافات في النيوكليوتيدات أو حتى تحديد عدد الطفرات.
 

### العلامات المستندة إلى تفاعل البوليميراز المتسلسل (1980)
أدى نجاح العلامات المعتمدة على الحمض النووي إلى تطوير تقنية تفاعل البوليميراز المتسلسل. (PCR ). تفاعل البوليميراز المتسلسل هي تقنية تضخيم الحمض النووي والتي يمكن تطبيقها على أنواع مختلفة من القطع. قبل هذا التطور، كان لا بد من استنساخ الحمض النووي أو عزله من أجل تضخيمه. بعد وقت قصير من اكتشاف هذه التقنية ظهرت فكرة استخدام العلامات المعتمدة على هذه التقنية في التحليل الكهربائي للهلام. تعتمد هذه الأنواع من العلامات على برايمرات تفاعل البوليميراز المتسلسل (PCR) وتصنف على أنها تعدد أشكال تسلسل الحمض النووي.

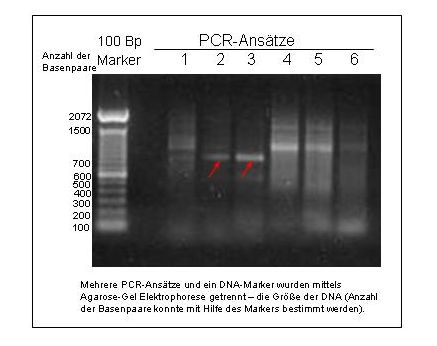
هلام مُعالج بالرحلان الكهربائي يظهر منتجات تفاعل البوليميراز المتسلسل. يمثل المسار الأيسر سلم الحمض النووي مع شظايا على فترات 100 زوج أساسي.

### تعدد أشكال تسلسل الحمض النووي
على الرغم من أن تعدد أشكال تسلسل الحمض النووي من الناحية الفنية كان مستمراً منذ استخدام تقنية تعدد شكل طول جزء الحصر ( RFLP )في ستينيات القرن العشرين،فهي تعد تقنيات قديمة استخدمت على نطاق أوسع. إلا أن التحليل تغير بشكل كبير على مر السنين.  تعدد أشكال تسلسل الحمض النووي تعتمد حاليا على تقنيات أسرع وأكثر كفاءة بكثير. حيث يتم إجراء التحليل تلقائيًا عبر تقنية تُعرف باسم تسلسل البندقية. فتُستخدم هذه الطريقة العالية الإنتاجية بشكل شائع في علم الوراثة السكانية.

### تحليل عديد السكاريد عن طريق التحليل الكهربائي للهلام الكربوهيدراتي
يتم استخدام علامات الكربوهيدرات في تقنية تُعرف باسم تحليل عديد السكاريد عن طريق التحليل الكهربائي للهلام الكربوهيدراتي (PACE)، وهي تقنية فصل قابلة للقياس. فهي تسمح بتحليل منتجات التحلل الإنزيمي. لقد تم استخدامها في تطبيقات مثل تحديد خصائص الإنزيمات المشاركة في تحلل الهيميسليلوز، وتحديد بنية عديدات السكاريد الهيميسليلوزية، وتحليل الانقسام الأنزيمي لمنتجات السليلوز.
تعتمد  تقنية التحليل الكهربائي الكربوهيدراتي على الاشتقاق، وهي عملية تحويل مركب كيميائي إلى مشتق. هنا، تعتبر السكريات الأحادية، والسكريات القليلة، والسكريات المتعددة هي المركبات ذات الأهمية. يتم تمييزها عند نهاياتها المختزلة بعلامة فلورية. فيسمح هذا الاشتقاق باستخدام الفلوروفور بالفصل على الهلام في ظل الظروف المرغوبة والتصوير الفلوري للهلام. في هذه الحالة، يتم استخدام هلام بولي أكريلاميد.
كما هو الحال مع التحليل الكهربائي للحمض النووي والحمض النووي الريبي والبروتين، يتم تشغيل العلامات جنبًا إلى جنب مع العينات ذات الاهتمام في التحليل الكهربائي للهلام الكربوهيدراتي. تتكون العلامات من السكريات القليلة ذات الوزن الجزيئي المعروف. كما هو الحال مع العينات ذات الأهمية، يتم اشتقاق العلامة أيضًا باستخدام الفلوروفور (عادةً باستخدام حمض 8-أمينو نفتالين -1،3،6- ثلاثي السلفونيك (ANTS) أو 2- أمينو أكريدون ).